# Wadym Sapaj
Wadym Wiktorowycz Sapaj, ukr. Вадим Вікторович Сапай (ur. 7 lutego 1986) – ukraiński piłkarz, grający na pozycji obrońcy, a wcześniej pomocnika.

## Kariera piłkarska

### Kariera klubowa
Wychowanek klubów Torpedo Mikołajów oraz Kniaża Szczasływe, barwy których bronił w juniorskich mistrzostwach Ukrainy (DJuFL). W 2003 roku rozpoczął karierę piłkarską w drugiej drużynie Borysfenu Boryspol. W 2004 występował w farm klubie Systema-Boreks Borodzianka. 16 czerwca 2005 roku debiutował w Wyższej lidze. Na początku 2006 przeszedł do Metałurha Donieck. W sierpniu 2009 przeniósł się do Stali Ałczewsk. Latem 2010 podpisał kontrakt z Obołonią Kijów. W lipcu 2012 został piłkarzem Worskły Połtawa.